# Zezé di Camargo y Luciano

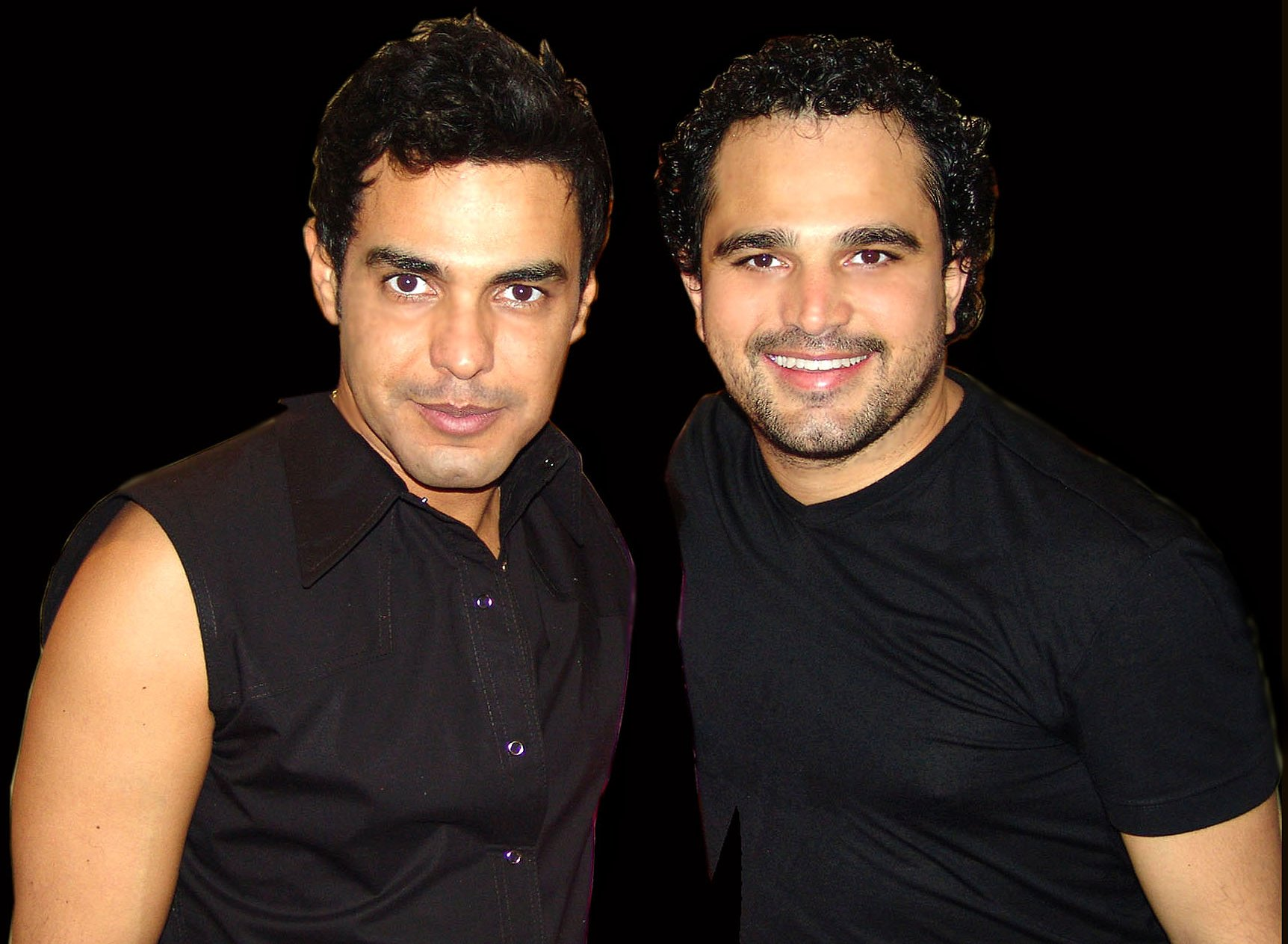
Zezé di Camargo y Luciano

Zezé di Camargo y Luciano (en portugués zeˈzɛ dʒi kaˈmaʁɡw i luˈsjɐ̃nu) es un famoso dúo brasileño de música sertaneja y baladas románticas. Ambos hermanos nacieron en Pirenópolis en el estado de Goiás. Zezé es el nombre artístico de Mirosmar José de Camargo y Luciano el nombre artístico de Welson David de Camargo.
En 2005 se grabó la película 2 Filhos de Francisco que narra la biografía de estos artistas y se convirtió en la película brasileña más cara de los últimos 25 años.

## Biografía y Carrera Artística

### Camargo ê Camarguinho, el comienzo de todo
Un fanático de Tonico e Tinoco, Francisco, un agricultor de Pirenópolis, un pequeño pueblo en el interior de Goiás, tuvo un sueño: tener dos hijos que pudieran formar un dúo de música campesina. Cuando nació Mirosmar José, el primogénito de la familia Camargo, Francisco dijo a su esposa, Doña Helena: - Ahora necesitamos la segunda voz. Un año después nació Emival. Cuando Zeze, el hijo mayor, cumplió once años, recibió una armónica de su padre. Más tarde, con el dinero que gastaba de la granja Francisco compró un acordeón y una guitarra para sus hijos, que para entonces ya formaban el dúo Camargo y Camarguinho. "Como estaban avergonzados, les di dinero escondido a otros para pagarles a ambos después de que cantaran. Fue para alentarlos...", recuerda Francisco. El pequeño dúo actuó en circos y carreteras.
En 1974, la familia fue a Goiânia, después de que su Benedito, el abuelo materno de la pareja, quisiera regresar a la tierra, pero siempre en busca del sueño, Francisco de convertir a sus hijos en una gran dúo de canto. Allí, Welington, un hermano nueve años menor que Zeze, adquirió parálisis infantil. "Nos fuimos en autobús, llevando a los niños y la gracia de Dios ...", dice Helena. En Goiânia, la familia Camargo comenzó a vivir en una cabaña de dos habitaciones. El techo estaba cubierto de cartón y latas. Francisco consiguió un trabajo como trabajador de la construcción. Doña Helena trabajaba como lavandera. El dúo Camargo y Camarguinho, quienes tocaron canciones de Tonico e Tinoco y otros dúos de la época, de vez en cuando ganaron el camino para actuar en el interior del país. En uno de estos viajes, cuando los niños tenían 12 y 11 años, un accidente de Ford Maverick le quitó la vida a Emival. Los hijos de Francisco regresaban de una actuación en Imperatriz, Maranhão. Zeze solo tenía una herida cerca del ojo. "Emival no regresó a casa. Éramos los hermanos más cercanos. Estaba traumatizado ...", revela Zezé. La primera vez que regresó a  Imperatriz hace unos años, tuvo una crisis de llanto en el medio del aeropuerto.
Incluso con la falta de hermano, Zezé no renunció a la canción. A los 13 años ya estaba trabajando como mensajero. En el dúo Neilton y Mirosmar, Neilton tocó la segunda voz y la guitarra. Zeze di Camargo fue la primera voz y su instrumento fue el acordeón. La diferencia de edad entre los dos era de 13 años. A los 15 años era Zé Neto del trío Os Caçulas do Brasil, con el que incluso grabó un disco. En 1979 se asoció con un amigo de Goiânia, diez años mayor y remanente del trío. La carrera del dúo Zazá & Zezé, que tuvo buena acogida en Goiás y Mato Grosso, dio origen a tres LP lanzados entre 1980 y 1984. Pero no tuvo éxito porque Zazá tenía planes regionales. Zeze quería ganar el país.
En 1987, Zezé decidió irse a São Paulo e intentar una carrera en solitario. Grabó dos álbumes para el ahora desaparecido sello 3M (hoy estas obras pertenecen a Warner). En este momento, algunas de sus composiciones ya tenían éxito en las voces de parejas consagradas, como Chitãozinho y Xororó. "Le presenté 'Solitude' a Leonardo, pero pensé que debería ser grabado por Amado Batista. Pero Leo era muy aficionado a la canción. Hizo una reproducción sin decirme nada. La canción terminó estallando en las voces de Leandro y Leonardo.

### Década 1990: Inicio del suceso con Luciano
A pesar de sus exitosas composiciones, su hijo mayor realmente quería ser cantante. Welson David, hermano diez años menor, imaginó que Zezé estaba teniendo éxito en Sao Paulo. No sospechaba que los tiempos eran de vacas flacas y que los que sostenían los extremos, y las cuentas, en la casa de Zeze a menudo era su esposa Zilu. Welson trabajaba como empleado de oficina en Goiânia, y tenía en casa que cantaba en el club de Caixego (Caixa Economica de Goiás, donde era empleado). En la Navidad de 1989, el hijo mayor fue a visitar a su familia a Goiânia. Welson aprovechó la oportunidad para mostrar lo que sabía, incluso sin cantar profesionalmente. "Vi que tenía un don para eso", recuerda Zeze. "Comenté con Zilú y ella le dio la mayor fuerza, después de todo fue mi hermano, joven, buena pinta y sin adicciones". Zeze realmente necesitaba encontrar un compañero. Estaba estudiando propuestas de algunos sellos discográficos, que solo se contraerían si el cantante volviera a formar un dúo. Acordaron reunirse en Sao Paulo después de un mes. Comenzaron los ensayos. Zeze a veces se irritaba con su hermano menor. Comenzó bien, pero pasó a la voz de su hermano. Zeze casi no envía a su hermano a la casa de sus padres después de que Welson se peleara. "Quien no se fue fue Zilú", recuerda. Al elegir el nombre del dúo, los dos comenzaron a ver cuál sonaría mejor al lado de Zezé Di Camargo. "¿Qué tal Lucian?", Aventuró Zeze. "¿Por qué no Luciano?", Sugirió Welson. Listo Firmaron un contrato con la etiqueta de Copacabana. Con el repertorio definido y un día para que el dúo ingresara al estudio, Zezé tuvo un chasquido y compuso, de repente, "É o Amor". Insistió en los ejecutivos de la compañía discográfica y finalmente logró incluir la canción en el LP. Incluso antes de que salga el álbum, Zezé Di Camargo deja una cinta con "É o Amor" en la radio Terra FM de Goiânia. El Sr. Francisco, que siempre fue alentador, compró 500 tarjetas telefónicas por semana y las dispersó. Les dijo que llamaran a la radio y preguntaran por la música que sus hijos acababan de grabar. Funcionó: en 15 días "É o Amor" fue el más solicitado en la ciudad.
Antes de ver un éxito tras otro cantando junto a su hermano Luciano, Zezé Di Camargo ya sabía el gusto de ver sus canciones en las listas de éxitos de todo el país. Escribió principalmente para amigos famosos como Chitãozinho y Xororó, Leandro y Leonardo. Firma un promedio de cinco pistas en el CD de cada dúo. Sus letras, con raras excepciones, hablan del amor y sus dolores, un tema que él considera universal, con el que todos se identifican. Fue el 19 de abril de 1991 que Zezé Di Camargo y Luciano lanzaron su primer álbum de carrera. Dentro de dos meses, "É o Amor" llevaría a sus artistas al primer lugar en el exitoso desfile. En seis meses, el CD debut de los cantantes ganó el doble de platino por 750,000 copias. En poco más de un año, alcanzó 1 millón de copias. Este LP marcó una época por su repertorio impregnado de boleros y baladas románticas. De los boleros de este álbum, destacan principalmente "Deus" (Zezé di Camargo - Jose Fernandes),  "Pouco a Pouco" (Jorge Gambier) y "Eu Te Amo" (Roberto Carlos), versión del éxito de los Beatles, "And I Love Her ". Entre las baladas románticas de este álbum, se destaca principalmente "Quem Sou Eu Sem Ela" (Zezé di Camargo), que ganó las listas ese año junto con "É o Amor", la balada romántica principal del álbum. Un hecho curioso de este disco fue que originalmente tenía 13 pistas, que se lanzaron solo en la primera ejecución del álbum, y de la segunda ejecución se eliminaron del disco para dar paso a otra canción grabada con Fafá de Belém. Onde Foi Que Eu Errei '' (Fatima Leão y Felipe) y '' 'A Ultima Vez' (Zezé di Camargo y Fatima Leão) e incluyeron '' Águas Passadas '' (Paulo Debétio y Paulinho Rezende). Solo las canciones de la segunda circulación están en el mercado.
En respuesta a los críticos que piensan que Zeze debería componer música country desde cero, a menudo dice: "La mezcla es nuestra característica más fuerte. No hay una raza pura en Brasil y, en consecuencia, no hay un ritmo puro. Chico Science mezcló el rock con el maracatu y los medios vitorearon, ¿por qué tendríamos que cantar un ritmo puro? Pero nunca negó sus orígenes. Estoy orgulloso del sabor de la tierra en el paladar ", dice.
En 1992, el dúo alcanzó otro éxito que se convirtió en el tema de la novela Perigosas Peruas, y fue "Eu Te Amo" (Roberto Carlos), una versión de la canción "And I Love Her" (John Lennon / Paul McCartney), hit de la banda británica The Beatles. En el mismo año, el dúo lanzó su segundo álbum de carrera, con éxitos como "Heart Is In Pieces" (Zezé Di Camargo) y "Muda de Vida" (Fatima Leão / Elias Muniz / Carlos Randall). En 1993, se lanzó el tercer álbum de la carrera, que trajo éxitos tan grandes como "Saudade Bandida" (Zezé Di Camargo)

## Discografía

### Álbumes de estudio
- Zezé Di Camargo & Luciano	- 1991
- Zezé Di Camargo & Luciano	- 1992
- Zezé Di Camargo & Luciano - 1993
- Zezé Di Camargo & Luciano	- 1994
- Camargo & Luciano en español - 1994
- Zezé Di Camargo & Luciano - 1995
- Zezé Di Camargo & Luciano - 1996
- Zezé Di Camargo & Luciano	- 1997
- Zezé Di Camargo & Luciano - 1998
- Zezé Di Camargo & Luciano - 1999
- Zezé Di Camargo & Luciano	- 2000
- Zezé Di Camargo & Luciano	- 2001
- Zezé Di Camargo & Luciano ee Español - 2002
- Zezé Di Camargo & Luciano	- 2002
- Zezé Di Camargo & Luciano	- 2003
- Zezé Di Camargo & Luciano	- 2005
- Diferente - 2006
- Zezé Di Camargo & Luciano	- 2008
- Double Face - 2010
- Zezé Di Camargo & Luciano	- 2012
- Teorias de Raul	- 2014
- Dois Tempos - 2016
- Dois Tempos - Parte 2	 - 2017